# بجاوة

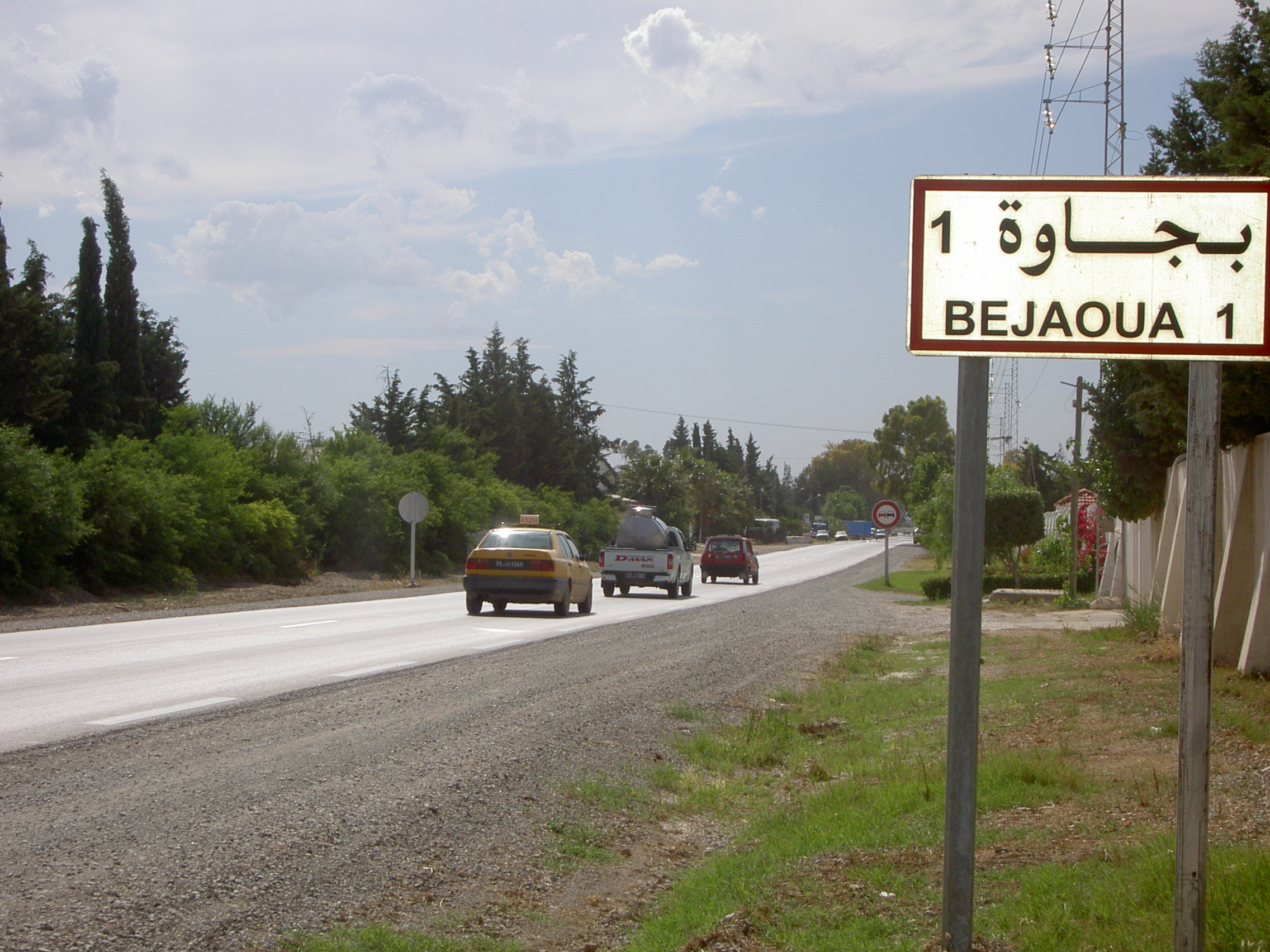
بجاوة

بجاوة إحدى قرى الجمهورية التونسية، تقع في معتمدية وادي الليل من ولاية منوبة، على بعد 13 كم غربي مدينة تونس على الطريق الوطنية رقم 7.

### مواضيع ذات علاقة
- ولاية منوبة.
- معتمدية وادي الليل.